# Polyommatus labienus
Polyommatus labienus är en fjärilsart som beskrevs av Jermyns 1825. Polyommatus labienus ingår i släktet Polyommatus och familjen juvelvingar. Inga underarter finns listade i Catalogue of Life.